# 阿敏哲哲
阿敏哲哲，塔山前衛都督兼第二代哈達國國主扈爾干之女，清太祖努爾哈赤之福晉，后世文献所称側妃哈达那拉氏。

## 生平
她是努尔哈赤继母、清顯祖次夫人懇哲的侄女，懇哲對嫡夫人厄墨氣所出的淑勒貝勒努爾哈赤十分苛刻，令其被迫分家單獨過日子，另有另一位姑母嫁清興祖福滿之孫子吳泰。
萬曆十六年（1588年）四月，阿敏哲哲在哥哥岱善的护送下，与努尔哈赤成婚。努尔哈赤決定要在一處名為「洞」的地方親迎之。當努尔哈赤坐在曠野等待他們時，有一位名為鈕翁金的善射棟鄂部男子乘馬帶弓矢過於前，努尔哈赤遂令人喚鈕翁金去見他，並且令他拿起弓矢射向對面相距百餘步的柳樹。鈕翁金射五矢，止中上下不一的三矢，努尔哈赤連發五矢皆中，五矢攢於一處、鑿落塊木，相去不過五寸。不久，岱善和阿敏哲哲等到達此處，努尔哈赤設宴成禮納阿敏哲哲為福晉，三部長率眾歸降。
阿敏哲哲的后事没有记录。清福陵寿康太妃园寝中，除壽康太妃坟外，《盛京总纂》、辽宁图书馆藏抄本记，另葬安布福晉、綽奇德和母:8。或推测福晉博爾濟吉特氏是安布福晋，她是綽奇德和母，实际上，绰奇德和母所指为绰奇福晋。

## 註譯
1. ↑  阿敏哲哲一名的满文原文不详。翻译为阿敏的满文amin，为蒙古语借词，意为生命[1]。哲哲或译为姐姐[2]。
2. ↑  努爾哈赤時代，后金貴族奉行一夫多妻多妾制[3]。宮闈未有位號，遵循國俗諸位妻子皆称福晋。側妃为後世文獻所用称谓，並非当朝称谓，与她同称侧妃的葉赫那拉氏在当时被称为“绰奇福晋”，博尔济吉特氏称“浩善福晋”。